# マテオ・リッチ

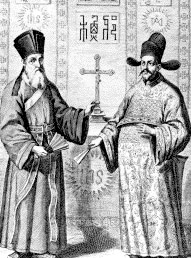
『中国図説』に描かれたリッチ（左）と徐光啓

マテオ・リッチ（イタリア語: Matteo Ricci、 1552年10月6日 - 1610年5月11日）は、イタリア人イエズス会員・カトリック教会の司祭。中国名は利瑪竇（拼音: Lì Mǎdòu り まとう）。フランシスコ・ザビエルの夢見た中国宣教に苦労のすえ成功し、明朝宮廷において活躍した。中国にヨーロッパの最新技術を伝えると共に、ヨーロッパに中国文化を紹介し、東西文化の架け橋となった。

## 生涯
イタリアのマチェラータ（当時はローマ教皇領に属した）出身。イエズス会のローマ学院（現グレゴリアン大学）でクラヴィウスらに師事。インドでの宣教を志して1578年にゴアに派遣された。その後、マカオに滞在していた東インド管区巡察師アレッサンドロ・ヴァリニャーノの招きに応じて1582年に同地へ赴き、すでに同任務のため研究を始めていたミケーレ・ルッジェーリとともにマカオで中国語と中国文化の研究を行った。
中国南部の都市を転々としながら、ヴァリニャーノの示した適応政策（アジア人を野蛮人と見てヨーロッパ式を押し付けるのでなく現地の文化を尊重するという姿勢）にしたがって中国の儒者の服を着て中国式の生活をして中国文化の研究に励んだ。やがて彼の学識、特に科学知識が有名になるにしたがって、徐々に入門者が増え、1598年についに北京にたどりついたが、豊臣秀吉の朝鮮出兵のあおりを受けて南京へ移り、1601年に再び北京入りして高級官吏の紹介を受けて万暦帝の宮廷に入ることに成功した。リッチは順応政策を実践し、中国名を利瑪竇（りまとう）と名乗り、ラテン語デウス（神）の漢語訳として「天主」を用いた。リッチの考えでは、中国の伝統的な用語である「天」や「上帝」は、キリスト教の観念と一致するものだった。また、キリスト教を真に中国文化と適応させるため、中国人の祖先崇拝の習慣を受け入れた（これが後に典礼論争として論議を生み、結果的に中国におけるキリスト教の禁止にいたることになる）。
リッチは東西文化の懸け橋となった。中国で、キリスト教の教えを説いた『天主実義』（1595年）、世界地図である『坤輿万国全図』（1602年）、ユークリッド幾何学の漢文訳である『幾何原本』（1607年）などを刊行し、その文化に多大な影響を与えると同時に、中国文化をヨーロッパ社会へ好意的に紹介しつづけた。当時、ヨーロッパの大学ではオラーレと呼ばれる口頭試問が主流であったが、リッチらの伝えた中国の科挙が筆記試験を普及させていく契機になったと考える向きもある。また、『坤輿万国全図』が日本に伝わっていることからもわかるように、彼のもたらした新知識の多くは漢語に訳されたおかげで日本へも影響を与えることになった。
中国文化に精通し、人格者であったリッチは中国知識階級に影響を及ぼし、『農政全書』を著した徐光啓や李之藻といった多くの知識人がキリスト教徒となった。彼は1610年に北京で死去し、万暦帝によって阜成門外にその墓が作られた。彼の業績と順応政策はアダム・シャール（湯若望）、フェルディナント・フェルビースト（南懐仁）、ジョアシャン・ブーヴェ（白進、白晋）ジャン・バティスト・レジス（雷孝思）、ジュゼッペ・カスティリオーネ（郎世寧）といった明・清の皇帝たちに仕えたイエズス会宣教師たちに引き継がれていく。
アメリカ合衆国の雑誌『ライフ』は第二千年紀（1000年 - 1999年）のもっとも偉大な百人の一人としてマテオ・リッチを選んでいる。
2022年12月17日、教皇フランシスコにより英雄的聖徳が認められ、「尊者」の称号を受けた。

## 作品

『坤輿万国全図』

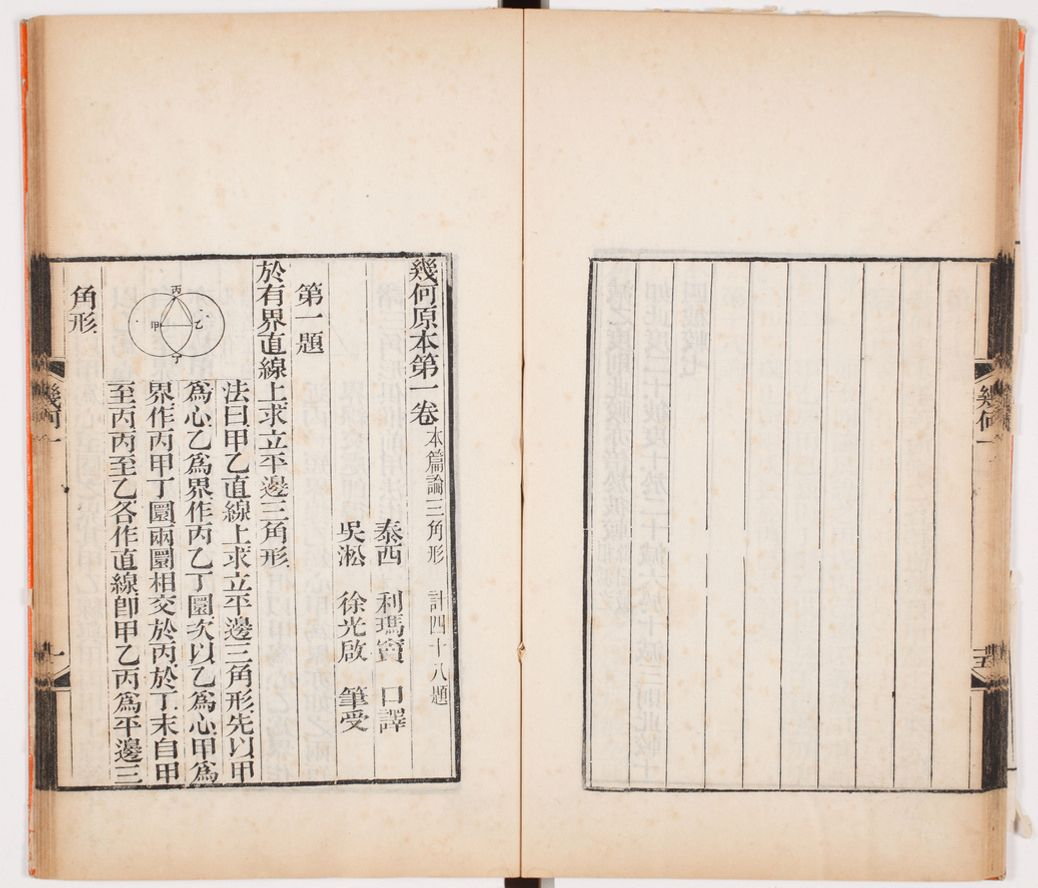
『幾何原本』

### 漢文
- 『坤輿万国全図』 - 世界地図
- 『幾何原本』 - ユークリッド原論の漢訳
- 『天主実義（中国語版）』 - キリスト教論
- 『西国記法（中国語版）』 - 記憶術書
- 『交友論』 - 友情論の格言集
- 『二十五言』 - エピクテトスの格言集
- 『畸人十篇』 - 死後の行方などについて。平田篤胤に影響を与えた。
- 『弁学遺牘』- 雲棲祩宏らとの論争
- 『西琴曲意』 - イタリア語歌曲の漢訳
- 『西字奇蹟』 - 中国語のラテン文字転写（中国語版）
- 『渾蓋通憲図説』 - クラヴィウスの天文学書の漢訳
- 『測量法義』 - クラヴィウスの数学書の漢訳
- 『乾坤体義』 - 同上
- 『同文算指（中国語版）』 - 同上
- 『圜容較義』 - 同上
- 『齋旨』

### 欧文
- 『中国キリスト教布教史』（報告書）
- 『利瑪竇書信集』（書簡）
- 『交友論』イタリア語訳

## 日本語文献
- 後藤基巳訳著 『天主実義』 明徳出版社〈中国古典新書〉、1971年
- マテオ・リッチ 『天主実義』 柴田篤訳注、平凡社〈平凡社東洋文庫〉、2004年
- マテオ・リッチ 『中国キリスト教布教史』全2巻、 矢沢利彦訳、岩波書店〈大航海時代叢書〉、1982-83年
- ジョナサン・スペンス 『マッテオ・リッチ 記憶の宮殿』 古田島洋介訳、平凡社、1995年
- 平川祐弘 『マッテオ・リッチ伝』全3巻、 平凡社〈平凡社東洋文庫〉　1987-1997年
- ジャック・ベジノ『利瑪竇－天主の僕として生きたマテオ・リッチ』 田島葉子 永井敦子 白數哲也 訳、サンパウロ 2004年 ISBN 4805680318